# Junot Mistoco
Junot Mistoco (ur. 16 sierpnia 1979 w Capesterre-Belle-Eau) – francuski siatkarz, grający na pozycji atakującego. 

## Sukcesy klubowe
Mistrzostwo Francji:
- 2005
- 2003, 2011, 2012, 2013

Puchar CEV:
- 2006

Mistrzostwo Włoch:
- 2006[2]

## Sukcesy reprezentacyjne
Mistrzostwa Świata Juniorów:
- 1999

Liga Światowa:
- 2006